# Геркулес (карликовая галактика)
Геркулес или Гер — карликовая сфероидальная галактика, расположенная в созвездии Геркулеса и обнаруженная в 2006 году по данным, полученным Слоановским цифровым обзором неба. Галактика находится на расстоянии около 140 кпк от Солнца и движется от Солнца со скоростью около 45 км/с. Она классифицируется как карликовая сфероидальная галактика (dSph). Геркулес имеет заметно удлинённую (соотношение осей ~3:1) форму с эффективным радиусом около 350 пк. Это удлинение может быть вызвано приливными силами из галактики Млечного Пути. Это означает, что сейчас она разрушается приливными силами. Также Гер проявляет градиент скорости вдоль тела галактики и является частью тусклого звёздного потока, что тоже указывает на разрушение приливными силами.
Геркулес — один из самых маленьких и тусклых спутников Млечного Пути — его интегральная светимость всего в 30.000 раз больше, чем Солнца (абсолютная видимая величина около −6,6), что сравнимо со светимостью типичного шарового скопления. Тем не менее его общая масса составляет приблизительно 7 миллионов масс Солнца, то есть отношение масса-светимость Геркулеса составляет около 330. Большая величина данного соотношения означает, что в нём доминирует тёмная материя.
Звёздное население Гера состоит в основном из старых звёзд, сформированных более 12 миллиардов лет назад. Металличность этих старых звёзд также очень низкая [Fe/H]≈-2,58 ± 0,51. Это значит, что они содержат в 400 раз меньше тяжёлых элементов, чем Солнце. Звёзды карликовой галактики, вероятно, были одними из первых звёзд, сформированных во Вселенной. В настоящее время звездообразования в Геркулесе нет. Измерениями до сих пор не удалось обнаружить радиолинию нейтрального водорода в Гере — верхний предел составляет 466 солнечных масс.